# Push the Button (singel Sugababes)
Push the Button – pierwszy singel Sugababes z ich czwartego studyjnego albumu Taller in More Ways. Wydany we wrześniu 2005 roku, zadebiutował na 1. miejscu brytyjskiej listy przebojów, stając się jednocześnie jednym z największych i najbardziej rozpoznawalnych przebojów girlsbandu.

## Lista utworów
| #                     | Tytuł                                 | Długość |
| --------------------- | ------------------------------------- | ------- |
| Międzynarodowy singel |                                       |         |
| 1.                    | "Push the Button"                     | 3:39    |
| 2.                    | "Like the Weather"                    | 3:46    |
| 3.                    | "Push the Button (DJ Prom Remix)"     | 10:46   |
| 4.                    | "Push the Button" (Video)             | 3:39    |
| UK CD1                |                                       |         |
| 1.                    | "Push the Button"                     | 3:39    |
| 2.                    | "Favourite Song"                      | 3:45    |
| UK CD2                |                                       |         |
| 1.                    | "Push the Button"                     | 3:39    |
| 2.                    | "Like the Weather"                    | 3:46    |
| 3.                    | "Push the Button (DJ Prom Remix)"     | 10:46   |
| Oficjalny remix'      |                                       |         |
|                       | "Push the Button [DK Prom Remix]"     | 10:46   |
|                       | "Push the Button [DJ Prom Dub]"       |         |
|                       | "Push the Button [Phsycho Radio Mix]" |         |

## Listy przebojów
| Lista           | Pozycja | Sprzedaż           |
| --------------- | ------- | ------------------ |
| Austria         | 1(5)    |                    |
| Wielka Brytania | 1(3)    | 323,700            |
| Irlandia        | 1(3)    |                    |
| Nowa Zelandia   | 1       | Gold (5,000+)      |
| Polska          | 1       |                    |
| Niemcy          | 2       |                    |
| Norwegia        | 2       |                    |
| Australia       | 3       | Platinum (70,000+) |
| Dania           | 3       |                    |
| Szwecja         | 3       | Gold (10,000+)     |
| Szwajcaria      | 3       |                    |
| Belgia          | 4       |                    |
| Włochy          | 7       |                    |
| Finlandia       | 8       |                    |
| Francja         | 17      |                    |
| Grecja          | 18      |                    |